# Callistethus regina
Callistethus regina är en skalbaggsart som beskrevs av Newman 1838. Callistethus regina ingår i släktet Callistethus och familjen Rutelidae. Inga underarter finns listade.